# 알렉산더 캘버트

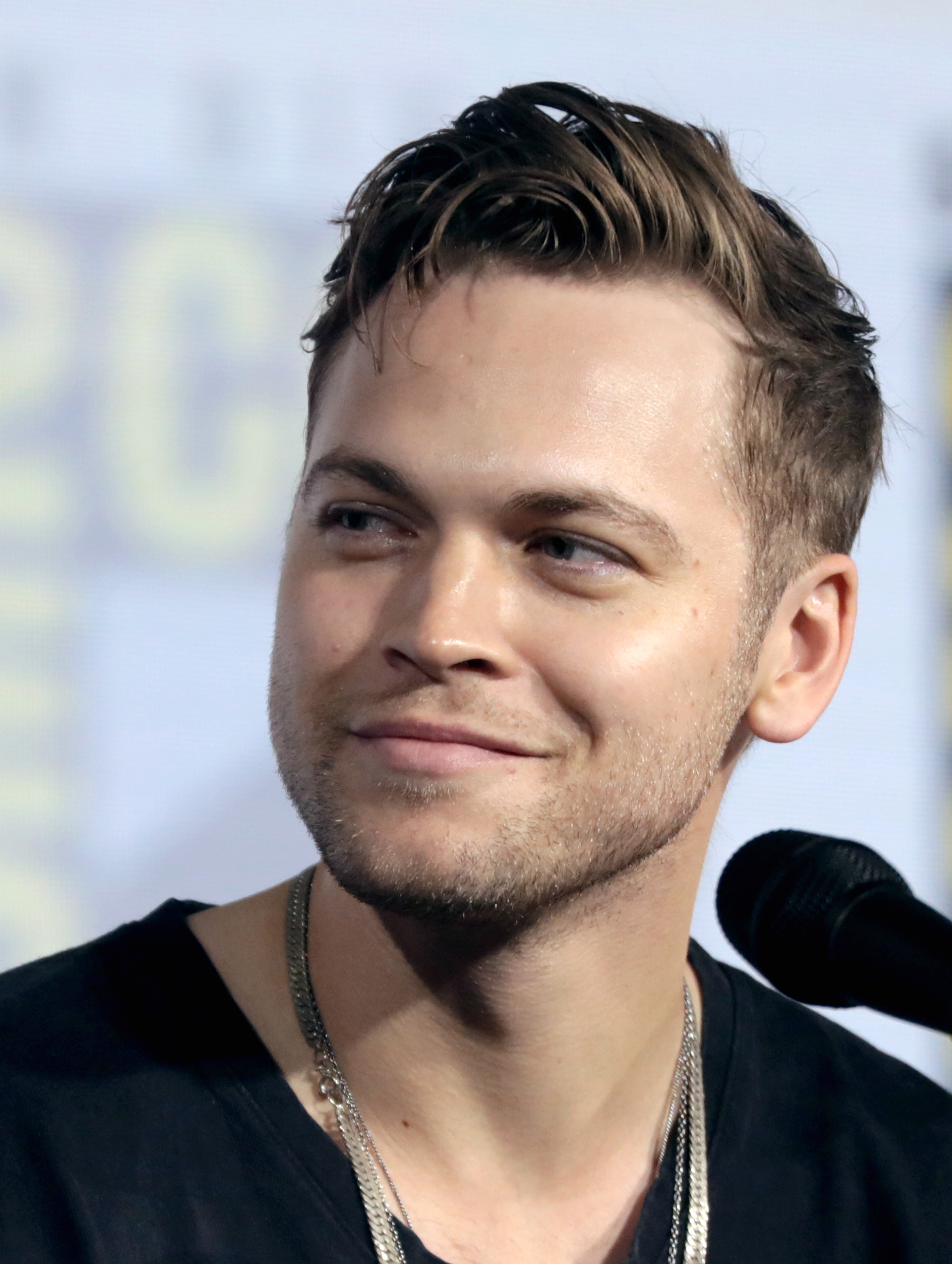

알렉산더 캘버트(Alexander Calvert, 1990년 7월 15일 ~ )는 캐나다의 배우이다.
캐나다에서 태어났다.

## 출연 작품

### 영화
- 키킨 잇 올드 스쿨 (2007, Kickin' It Old Skool)
- If I Had Wings (2013)
- 로스트 애프터 다크 (2015)
- 지랄발광 17세 (2016) - 닉 역